# 田川融
田川 融（たがわ とおる、1926年（大正15年）9月18日 - ）は、日本の実業家。
熊本県民テレビ元社長。日本テレビ放送網元常務取締役。甥は第36代長崎市長の鈴木史朗。

## 経歴
長崎市長を務めた田川務の長男として生まれる。1951年（昭和26年）中央大学法学部法学科を卒業。1970年（昭和45年）12月日本テレビ放送網人事局長、1973年（昭和48年）5月同社取締役、1981年（昭和56年）6月同社常務取締役に就任。1982年（昭和57年）6月日本テレビ放送網を退職。のち熊本県民テレビ社長を務める。

## 家族
- 妻・眞善美（1930年（昭和5年）1月3日生） 
青山学院女学部卒業[2]。岸清一法律事務所員・今文武の長女[2][4]。父方のおじに小説家で天台宗僧侶の今東光や、作家・評論家で初代文化庁長官を務めた今日出海（ひでみ）がいる[4]。
- 長女・奈津子（1969年（昭和44年）7月5日生）